# 21e bataillon de tirailleurs indochinois
Pour les articles homonymes, voir Bataillon de marche indochinois (homonymie) et 21e bataillon.
Le 21e bataillon de tirailleurs indochinois est une unité d'infanterie des troupes coloniales françaises pendant la Première Guerre mondiale.

## Création et différentes dénominations
- 1er décembre 1916 : création du 21e bataillon de tirailleurs indochinois
- 1er avril 1918 : renommé 21e bataillon de marche indochinois
- 12 ou 18 avril 1919 : dissous

## Historique

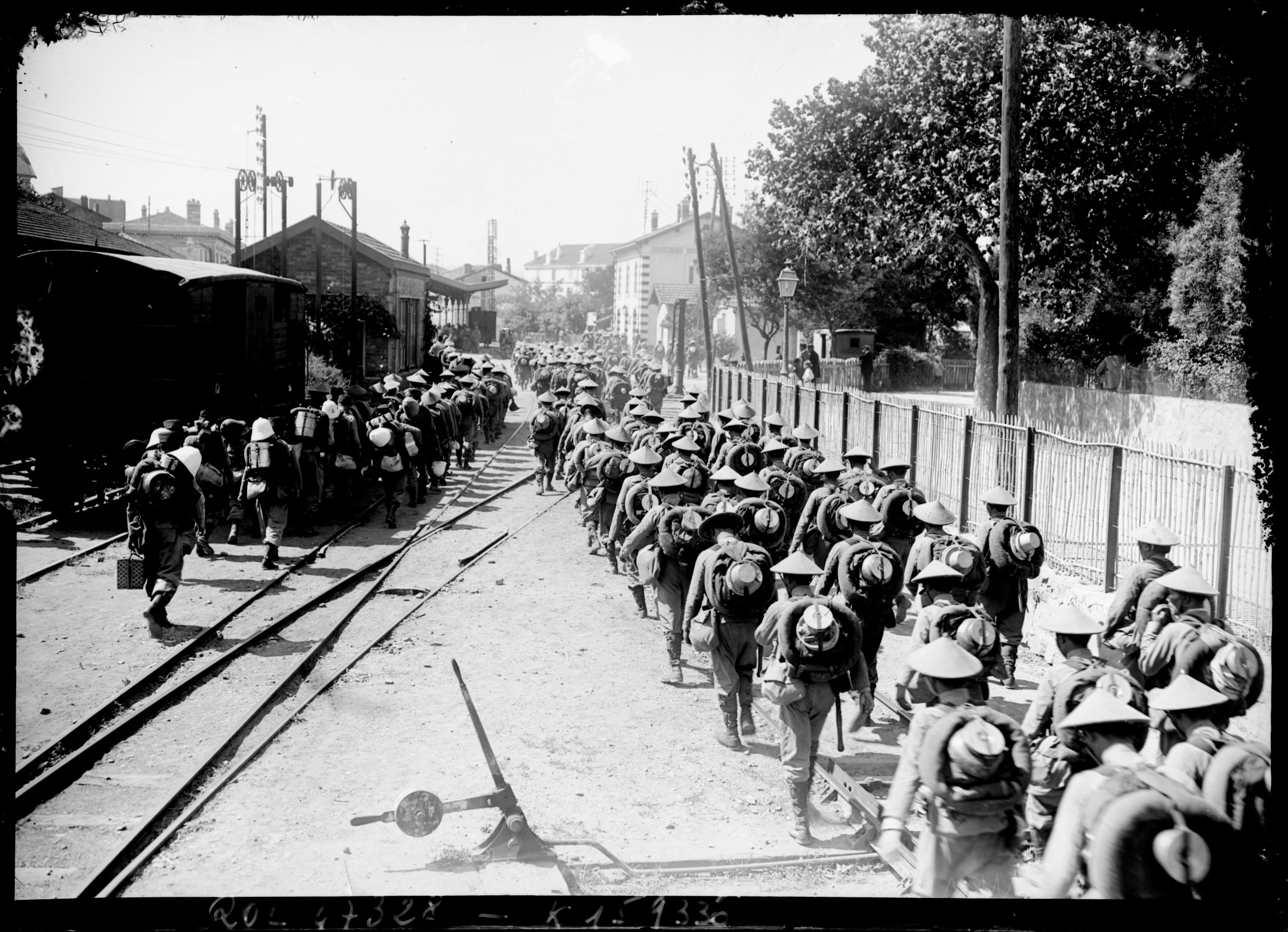
Tirailleurs indochinois en gare de Saint-Raphaël, juillet 1916.

Le 21e BTI est créé le 1er décembre 1916 au camp de Saint-Raphaël à Fréjus. Il compte 1 462 hommes, dont 1 200 Indochinois.
Le 21e BTI rejoint le front de l'Aisne le 5 avril 1917. Rattaché au 1er corps d'armée colonial, il effectue d'abord des travaux sur les routes, des gardes sur les aéroports, puis des travaux de dégagement sur le champ de bataille.
Le 23, il est détaché auprès du 171e régiment d'infanterie (166e division d'infanterie), dont il creuse ou répare les tranchées. Les premiers morts du bataillon sont causés par les bombardements allemands, notamment de gaz. Du 14 juillet au 4 octobre, le 21e BTI occupe un secteur de tranchée, et continue de subir les bombardements de l'artillerie allemande.
Le bataillon hiverne en retrait du front mais effectue des travaux dans la zone arrière des armées. Il est renommé 21e bataillon de marche indochinois le 1er avril 1918, pour le distinguer des bataillons d'étapes.
Le 21e BMI revient sur le front dans les Vosges, débarquant à Gérardmer le 28 mai. Dans la zone du 33e corps d'armée, le bataillon rejoint les tranchées (secteurs du Sattel, de la Lude et de la Tête des Faux) pour y relever le VIe bataillon du 290e régiment d'infanterie. Jusqu'à sa relève en juillet, il repousse divers coups de mains allemands,.
Du 17 au 24 août 1918, le bataillon rejoint Reims par camions et prend des positions défensives à La Neuvillette et Pont-Saint-Thierry. Le 21, en particulier, la 1re compagnie repousse un « violent coup de main » à La Neuvillette.
Revenu dans les Vosges dès le 31 août, il relève dans les tranchées de Montigny deux bataillons du 14e régiment d'infanterie du 21 au 30 septembre.
Après avoir participé à l'entrée des forces françaises dans Strasbourg le 25 novembre 1918, le bataillon part le 20 février 1919 pour Marseille.
Le bataillon est dissous le 12 ou le 18 avril 1919,, jour de son embarquement pour le Tonkin.

## Chefs de corps
- décembre 1916 - octobre 1917 : chef de bataillon Jenot[1]
- octobre 1917 - avril 1919 : capitaine (puis chef de bataillon) Bochot[1]

## Décorations
Le 21e BTI n'a pas été cité comme unité constituée mais sa 4e compagnie a été citée à l'ordre de la 21e division d'infanterie. Les hommes du 21e BTI, en 18 mois de présence au front, ont reçu une citation à l'ordre de l'armée, deux à l'ordre du corps d'armée, quatre à celui de la division et 136 à l'ordre de la brigade ou du régiment, taux de citations honorable pour une unité combattante.